# Енріке Ескеда
Енріке Ескеда (ісп. Enrique Esqueda, нар. 19 квітня 1988, Сантьяго-де-Керетаро) — мексиканський футболіст, що грав на позиції нападника, зокрема за національну збірну Мексики.

## Клубна кар'єра
У дорослому футболі дебютував 2005 року виступами за команду «Америка», в якій протягом шести сезонів взяв участь у понад 100 матчах чемпіонату. 
Згодом 2011–2016 років був гравцем «Пачуки». Проте у цій команді не став гравцем основного складу і віддавався в оренду до команд «Атлас», «УАНЛ Тигрес» та «Веракрус».
2017 року транзитом через «Хуарес» перейшов до складу «Чьяпас», в якому провів лише декільку ігор.
Частину 2018 року провів у польській «Арці» (Гдиня), а завершив ігрову кар'єру в індійському «Іст Бенгал», за який виступав протягом 2018—2019 років.

## Виступи за збірні
2005 року дебютував у складі юнацької збірної Мексики (U-17), загалом на юнацькому рівні взяв участь у 2 іграх, відзначившись 2 забитими голами.
2007 року залучався до складу молодіжної збірної Мексики. На молодіжному рівні зіграв у 14 офіційних матчах, забив 6 голів.
Того ж 2007 року дебютував в офіційних матчах у складі національної збірної Мексики. Протягом наступних чотирьох років регулярно викликався до головної збірної, утім проводив за неї лише по декілька матчів на рік, після чого деякий час випав с «обійми» національної команди. 2015 року знову був викликаний до її лав, провів одну товариську гру та був включений до заявки на тогорічний Кубок Америки, в іграх якого утім участі не брав.
Загалом протягом кар'єри в національній команді провів у її формі 9 матчів, забивши один гол.

## Титули і досягнення
- Бронзовий призер Панамериканських ігор: 2007
- Чемпіон Мексики (1):

«УАНЛ Тигрес»: Апертура 2015